# 2011 au Liberia
Cet article présente les faits marquants de l'année 2011 au Liberia.

## Évènements
- Mardi 11 janvier 2011 : chaque jour, 600 Ivoiriens fuient leur pays vers le Liberia par craintes des violences post-électorales, qualifiées d'« atrocités » par le Conseil des droits de l'homme de l'ONU et qui, selon des experts de l'ONU, pourraient constituer des « crimes contre l'humanité ». Le Haut commissariat de l'ONU pour les réfugiés a enregistré un total de 25 000 réfugiés. Pour faire face à cet afflux, le HCR travaille à la mise en place d'un camp d'accueil dans l'est du Liberia, à Bahn (Comté de Nimbaun) ayant une capacité d'accueil de 18 000 personnes. La majorité d'entre ces réfugiés sont des femmes et des enfants[1].

- Vendredi 11 mars 2011 : fin du procès de l'ancien président Charles Taylor, devant le Tribunal spécial pour la Sierra Leone, le jugement a été mis en délibéré. Le prévenu était poursuivi pour crimes de guerre et crimes contre l'humanité durant la guerre civile en Sierra Leone (1991-2001) qui avait fait 120 000 morts[2].

- Samedi 2 avril 2011 : l'ONU craint une déstabilisation du pays en raison de quelque 130 000 réfugiés fuyant les combats en Côte d'Ivoire. Les besoins urgents sont évalués à 147 millions de dollars[3].